# 司馬恂 (明朝)
司馬恂（？—1466年），字恂如，浙江承宣布政使司紹興府山陰縣（今浙江省紹興市）人，明朝政治人物。

## 生平
司馬光後人。正統九年（1444年）甲子科順天鄉試第一名舉人。會試不第，入國子監。
正統末年，擢刑科給事中，累遷詹事府少詹事。憲宗即位，命兼任國子監祭酒。卒贈禮部左侍郎。
嘗隨倪謙出使朝鮮。